# Воронцов, Фёдор Семёнович
Фёдор (Деми́д) Семёнович Воронцо́в (ум. 1546) — дворецкий, думный советник и боярин во времена правления Василия III Ивановича и Ивана IV Васильевича Грозного.
Брат Михаила Семёновича Воронцова и сын Семёна Ивановича Воронцова.

## Биография
В августе 1528 года стоял в Вязьме. В августе 1530 года был на берегу Оки, против Люблина. В 1531 году — второй воевода полка правой руки у Одоева, для защиты со стороны Крыма.
Участвовал в 1531 и 1532 гг. в двух посольских комиссиях: о делах казанских и отправленной в Литву для размена грамот.
В правление Елены Глинской и Шуйских видной роли не играл; но ему удалось снискать любовь подрастающего Ивана IV. В 1539 году как углицкий дворецкий был послан на Угру. Шуйские несколько раз неудачно пытались удалить его от двора; наконец, в 1543 г., он был сослан в Кострому. Но в конце того же года подвергся опале и казни глава Шуйских — Андрей. Иван IV тотчас же вернул из ссылки своего любимца и назначил его главным советником.
Воронцов захотел при 14-летнем царе править неограниченно, сердясь, по словам летописца, каждый раз, когда в дела вмешивался Иван IV или жаловал кого из бояр. За это в октябре 1545 г. Воронцов был удалён от двора, но, по просьбе митрополита Макария, скоро возвращён.
Через полгода его постигает новая опала. Когда в 1546 г. во главе отряда московских войск, отправленных навстречу крымцам, находился сам Иван IV, его однажды остановили новгородские пищальники и стали о чём-то бить челом, Иван велел своим слугам отослать их; при этом между ними завязалась борьба, и несколько человек было убито. Иван IV велел своему дьяку, Василию Захарову, расследовать дело; последний донёс, что новгородские пищальники действовали по наущению Воронцовых — Фёдора и его племянника Василия Михайловича, а также князя Ивана Ивановича Кубенского. По приказанию Ивана IV обвиняемые были казнены, а их близкие люди отправлены в ссылку.
Летописцы говорят, что дьяк оклеветал бояр, и что Фёдор Семёнович виновен был только в желании управлять государством без всякого вмешательства царя.
Его сын Василий служил воеводой во время Ливонской войны и в тяжёлую годину остался до конца верным своему долгу и пал с оружием в руках сражаясь с неприятелем.
Женат на княжне Стригиной-Оболенской, дочери воеводы и князя Александра Стригина.